# Pachnoda inscripta
Pachnoda inscripta är en skalbaggsart som beskrevs av Hippolyte Louis Gory och Achille Rémy Percheron 1833. Pachnoda inscripta ingår i släktet Pachnoda och familjen Cetoniidae. Inga underarter finns listade i Catalogue of Life.